# Exoprosopa anthracoidea
Exoprosopa anthracoidea är en tvåvingeart som beskrevs av Jaennicke 1867. Exoprosopa anthracoidea ingår i släktet Exoprosopa och familjen svävflugor. Inga underarter finns listade i Catalogue of Life.